# Somnath
Il tempio di Somnath (in gujarati: સોમનાથ મંદિર; in sanscrito: सोमनाथ मन्दिर) è uno dei dodici santuari Jyotirlinga dedicati a Shiva. Il tempio si trova nel villaggio omonimo, lungo la costa del mar Arabico; amministrativamente il villaggio è parte della città indiana di Veraval, nel distretto di Junagadh, stato del Gujarat. Il significato del nome Somnath è il protettore del dio-luna Soma.

## Storia

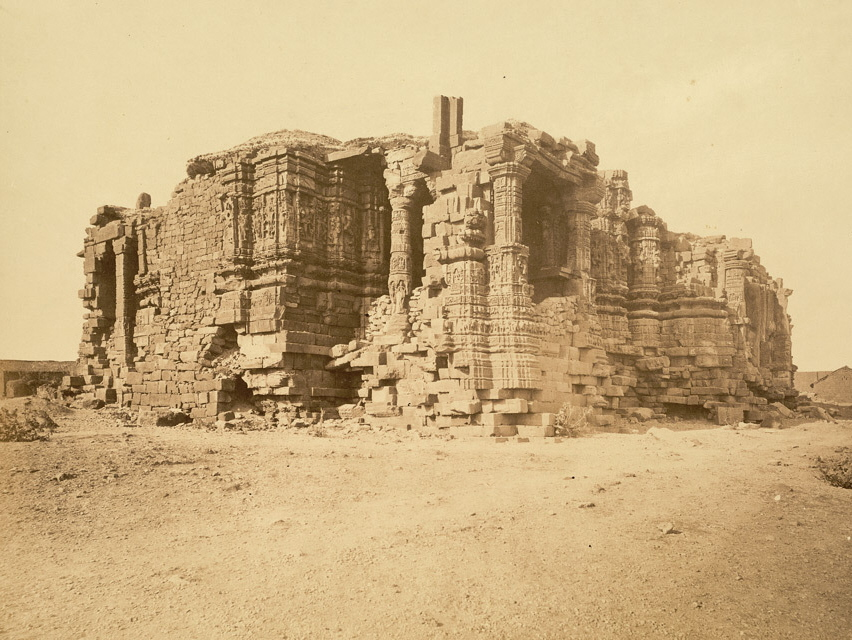
Le rovine del tempio nel 1869

Le leggendarie ricchezze del tempio ne fecero il bersaglio di numerosi saccheggi e distruzioni, tanto che il tempio è detto il Santuario eterno, perché è stato devastato per sei volte e ricostruito altrettante, l'ultima delle quali a partire dal novembre 1947, poco dopo l'indipendenza dell'India.
La prima volta il tempio fu saccheggiato nel 1026 da Mahmud di Ghazna ed il suo esercito, che depredarono grandi quantità d'oro e di pietre preziose e lasciarono l'edificio in rovina.